# Cyclophora albipunctata
The Birch Mocha (Cyclophora albipunctata) là một loài bướm đêm thuộc họ Geometridae. Nó được tìm thấy ở châu Âu.

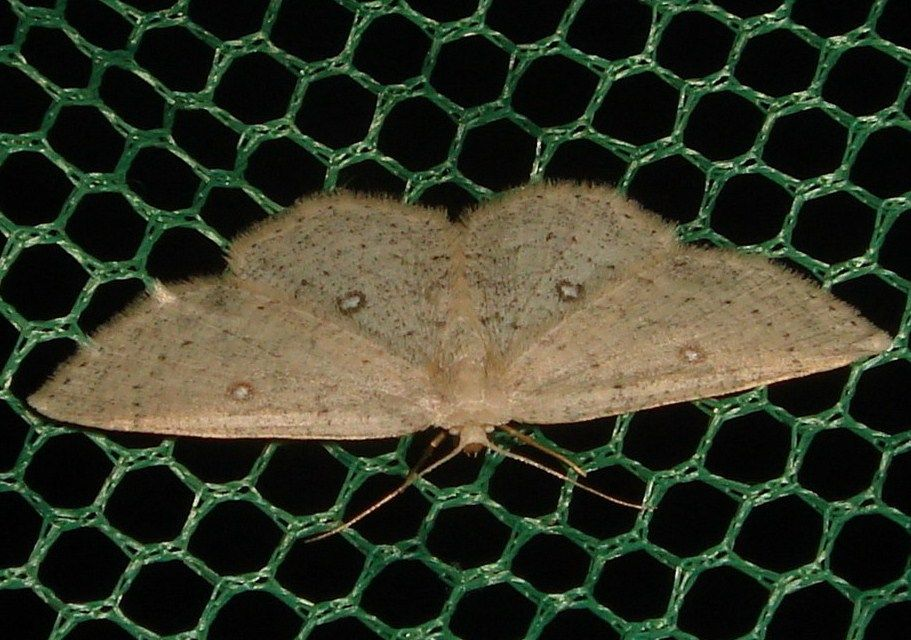

Sải cánh dài 20–25 mm.

## Hình ảnh

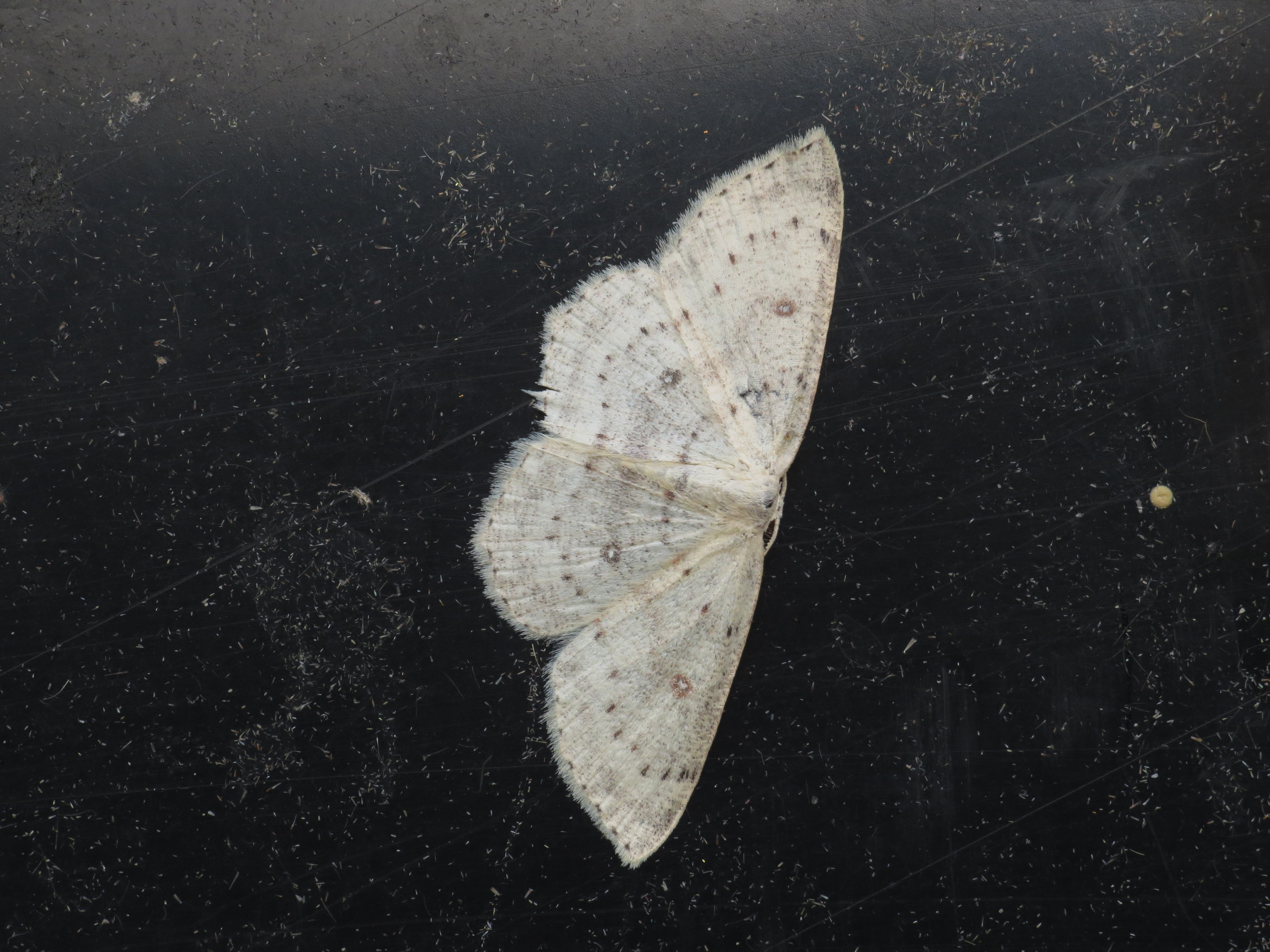
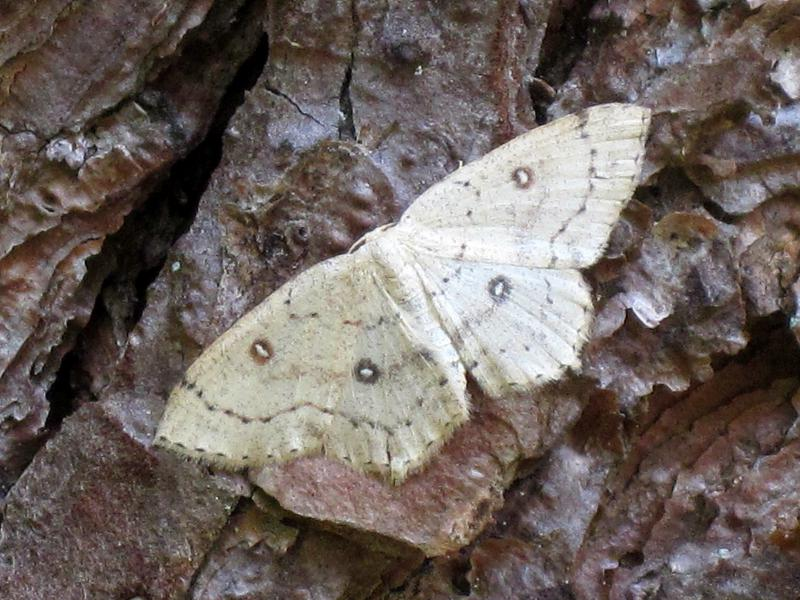
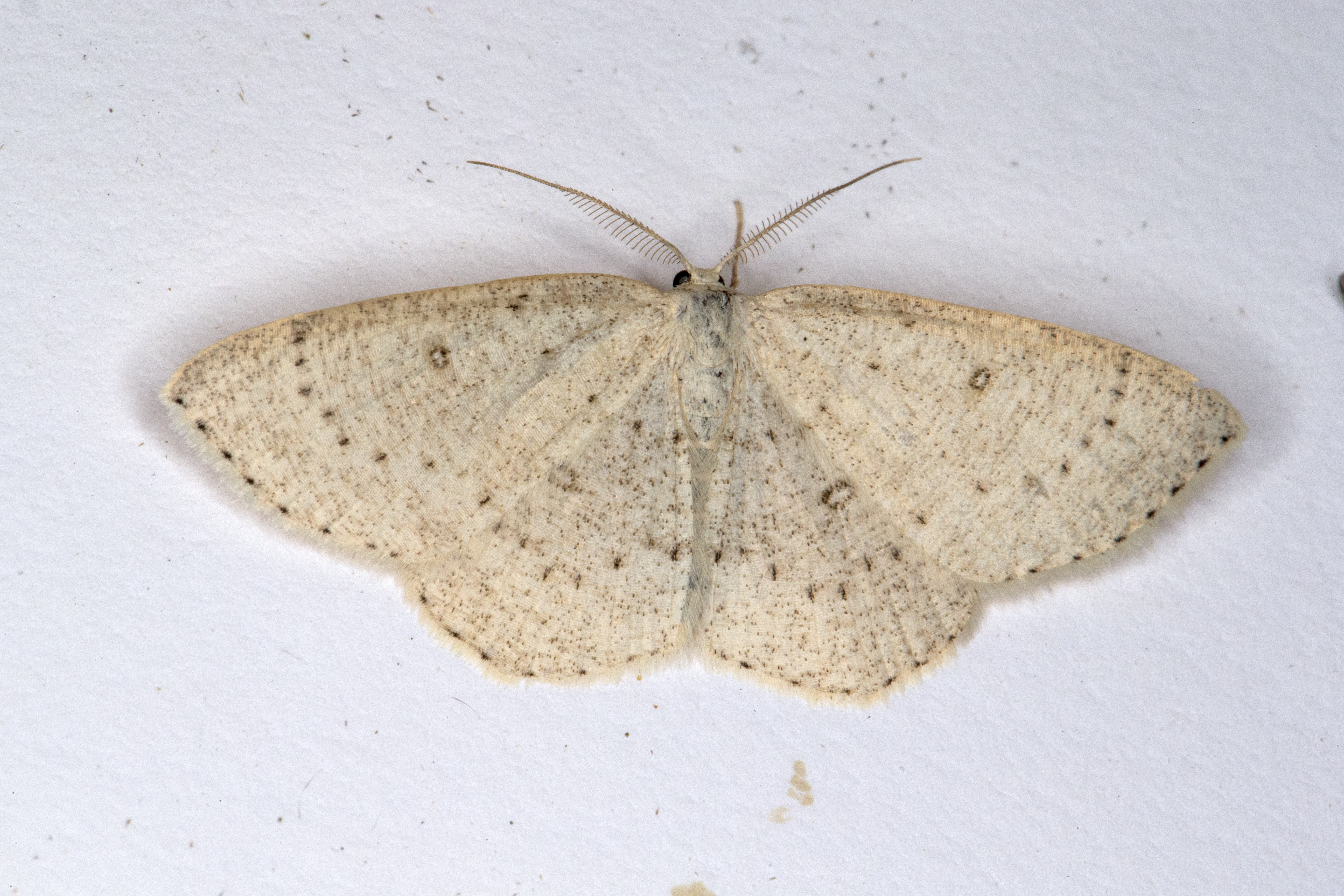
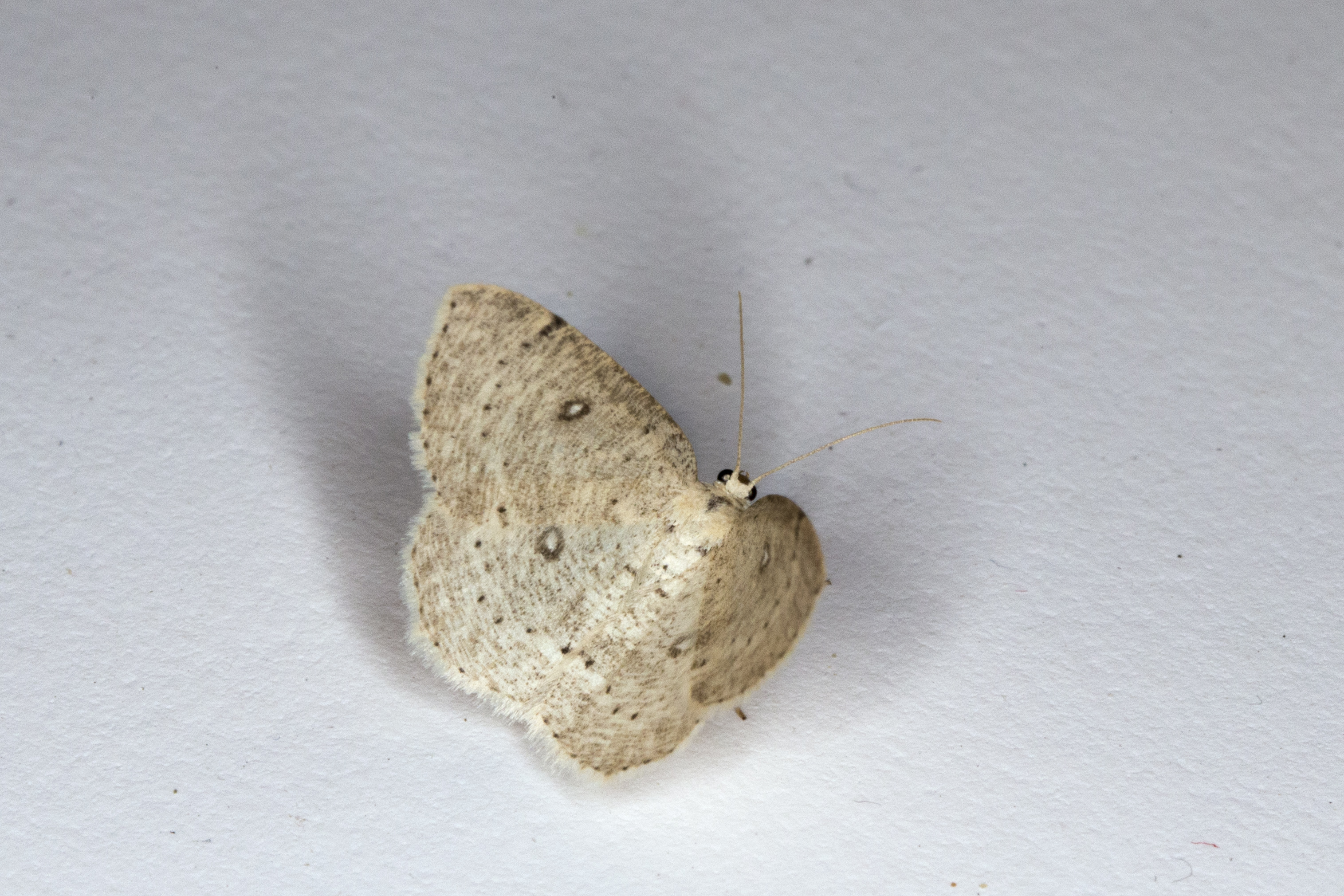